# Platja de les Amplàries
La Platja dels Amplaires és una platja d'arena del municipi d'Orpesa, en la comarca valenciana de la Plana Alta.
Limita al nord amb la platja de Torre de la Sal i al sud amb la platja de Morro de Gos; té una longitud de 2.100 m, amb una amplària de 30 m.
És una platja extensa i oberta en la qual abunden les dunes naturals, alguna cala i vegetació en els marges de la costa. Els accessos estan marcats per camins rurals. En esta àrea hi ha nombrosos càmpings en què la tranquil·litat és la nota dominant.
Esta platja ha comptat amb el distintiu de Bandera Blava des de 2005, però l'any 2008 ja no se li va concedir. No obstant això, compta amb el certificat de qualitat ambiental ISO 14001.